# Povratna vrućica
Povratna vrućica (rekurentna vrućica, vrućica gladi, krpeljna vrućica) akutna je bolest koju uzrokuje nekoliko vrsta spiroheta iz roda Borrelia, a prenosi se ušima ili krpeljima, karakterizirana ponavljanim febrilnim epizodama u trajanju od 3 do 5 dana koje su odvojene razdobljima prividnog oporavka.

## Epidemiologija i patogeneza
Povratna vrućica je naziv koji se primjenjuje za klinički slične ali etiološki različite rekurentne vrućice. Artropodni vektori mogu biti meki krpelji iz roda Ornithodoros ili tjelesna uš, što ovisi o zemljopisnoj lokaciji. Povratne vrućice koje prenosi uš, endemske su samo u nekim dijelovima Afrike i južne Amerike. One koje prenose krpelji, endemske su u Americi, Africi, Aziji i Europi. 
Borelije su nježni, filamentozni mikroorganizmi, 8 do 30 m dugi, ušiljenih krajeva s 4 do 10 velikih, nepravilnih zavoja. Pojavljuju se u krvi za vrijeme febrilnog razdoblja i mogu se naći u unutarnjim organima, osobito u slezeni i mozgu. 
Uš se inficira sišući krv bolesnika tijekom febrilnog stadija. Spirohete se ne prenose izravno na čovjeka; tek kad se uš zgnječi, one ulaze kroz oštećenu kožu ili ugrizno mjesto. Na krpelje spirohete prelaze s glodavaca koji služe kao rezervoar; ljudi se inficiraju kad spirohete iz sline ili ekskreta krpelja uđu u kožu prilikom uboda krpelja. Opisana je i kongenitalna borelioza. 

## Simptomi, znaci i komplikacije
Inkubacija je od 3 do 11 dana (u prosjeku 6 dana). Početak je s naglom zimicom, koju slijedi visoka vrućica, tahikardija, jaka glavobolja, povraćanje, mialgije i artralgije i često delirij. Moguća je pojava eritematoznog makuloznog ili petehijalnog osipa na trupu i ekstremitetima; mogu biti prisutna i subkonjuktivalna krvarenja, te krvarenja u koži i sluznicama. Može se pojaviti i blaga polimorfonuklearna leukocitoza. U kasnijem tijeku vrućice mogu se pojaviti žutica, hepatomegalija, splenomegalija, miokarditis i zatajenje srca, osobito u bolesti koju prenose uši. Temperatura ostaje povišena 3 do 5 dana, zatim naglo pada, ukazujući na prekretnicu bolesti. Bolest traje od 1 do 54 dana (prosjek 18 dana). 
Bolesnik je obično bez simptoma nekoliko dana do jednog tjedna ili više. Relaps, koji je u vezi s cikličkim razvojem parazita,  pojavljuje se kao nagli povratak vrućice i često artralgija i svih ostalih simptoma i znakova koji su ranije bili prisutni. Žutica je češća za vrijeme relapsa. Bolest prestaje kao i ranije, no zatim može slijediti od 2 do 10 sličnih febrilnih epizoda u intervalima od 1 do 2 tjedna. Težina svake sljedeće epizode je sve manja, te konačno dolazi do oporavka kad se u bolesnika razvije imunitet. 
Komplikacije uključuju pobačaj, oftalmitis, egzacerbaciju astme i erythema multiforme. Moguća je pojava iritisa ili iridociklitisa i zahvaćanje središnjeg živčanog sustava. 

## Dijagnoza i prognoza
Za dijagnozu govori rekurentna vrućica, a potvrđuje ju nalaz spiroheta u krvi za vrijeme febrilnog stadija. Spirohete se mogu vidjeti mikroskopiranjem u tamnom polju ili u razmazima ili gustoj kapi obojanima po Wrightu ili Giemsi (Akridin narančasta boja za ispitivanje krvi ili tkiva osjetljivija je od bojanja po Wrightu ili Giemsi za razmaze periferne krvi). Budući da se krpelji na čovjeku hrane noću, a ubod im je bezbolan, većina bolesnika ne daje podatak o ubodu krpelja ali mogu dati podatak o noćnom boravku u spiljama ili seoskim objektima. Kod bolesti koju prenose krpelji, nakon intraperitonealne injekcije bolesnikove krvi u miša ili štakora, nakon 3 do 5 dana se u krvi dobivenoj iz repa životinje mogu naći spirohete u velikom broju. Diferencijalna dijagnoza uključuje artritis kod Lyme borelioze, malariju, dengu, žutu groznicu, leptospirozu, tifus, influencu i paratifusne sindrome.
Smrtnost je uglavnom od 0 do 5%, no može biti značajno veća u vrlo mladih, starih, pothranjenih ili kondicioniranih bolesnika, te u trudnica ili za vrijeme epidemija bolesti koju prenose uši.

## Profilaksa i liječenje
Infekcije koje prenose krpelji je teško prevenirati jer su mjere za kontrolu krpelja neučinkovite. Od pomoći mogu biti repelenti koji sadrže dietiltoluamid za kožu, odnosno permetrin za odjeću. 
Kod vrućice koju prenose krpelji, daje se tetraciklin ili eritromicin 500 mg PO svakih 6 h kroz 5 do 10 dana; jednokratna peroralna doza od 500 mg bilo kojeg od ova dva lijeka, dovodi do izliječenja vrućice koju prenose uši. Doksiciklin 100 mg peroralno dva puta na dan, kroz 5 do 10 dana, također je djelotvoran. Eritromicin estolat 40 mg/kg/dan, podijeljeno u 2 do 3 doze, daje se djeci ispod 8 godina. Kad povraćanje ili težina bolesti onemogućuju peroralnu primjenu, može se dati tetraciklin 500 mg u infuziji 100 ili 500 mL fiziološke otopine, jednom ili dva puta na dan (za djecu iznad 8 godina, 25 do 50 mg/kg/dan, podijeljeno u 4 doze)
Terapiju valja započeti rano za vrijeme febrilnog stadija ili tijekom afebrilnog stadija ali ne pri kraju febrilnog stadija, zbog opasnosti od Jarisch-Herxheimerove reakcije, koja je ponekad smrtonosna kod bolesti koju prenose uši. Osoblje i oprema trebaju biti spremni za slučaj da nastupi reakcija. Težina Jarisch-Herxheimerove reakcije kod povratne vrućice koju prenose krpelji, može biti smanjena primjenom paracetamola 650 mg peroralno 2 h prije i 2 h nakon prve doze tetraciklina ili eritromicina. 
Dehidraciju i neravnotežu elektrolita treba korigirati infuzijama. Za olakšanje teške glavobolje može se upotrijebiti kodein 30 do 60 mg PO svakih 4 do 6 h. Mučninu i povraćanje treba liječiti dimenhidrinatom 50 do 100 mg peroralno (ili 50 mg IM) svakih 4 h ili proklorperazinom 5 do 10 mg peroralno ili intramuskularno 1 do 4 puta/dan. U slučaju zatajenja srca indicirana je specifična terapija.